# Ahmed Chawki Fouad Acheuk Youcef
Ahmed Chawki Fouad Acheuk Youcef (en arabe : أحمد شوقي فؤاد عاشق يوسف), né le 6 mai 1955 à Constantine, est un homme politique algérien.

## Biographie

### Etudes
- Doctorat en médecine en 1980.

### Carrière
- Ancien professeur, Département de psychologie, Université Constantine 1 1980-1982.
- Médecin à la représentation régionale de l'Est, de la compagnie aérienne Air Algérie 1983-1988.
- Docteur Inspecteur de la Santé dans la wilaya de Constantine 1989-1990.
- Responsable du projet de zone de santé pour l'est de l'Algérie 1992-1993.
- Directeur de la santé et de la protection sociale dans la wilaya de Guelma 1990-1993.
- Directeur de la santé et de la protection sociale de la wilaya de Constantine (1994-1997).
- Directeur des agences publiques de la Caisse nationale des assurances sociales des salariés pour chacun des wilayas : Mila, Annaba et Skikda (1998-2013).
- Directeur central de la législation et de l'organisation de la sécurité sociale et de la sécurité sociale mutuelle au ministère du Travail, de l'Emploi et de la Sécurité sociale (septembre 2013-novembre 2014).
- Directeur général de la Caisse nationale de sécurité sociale des non salariés (novembre 2014-janvier 2020).
- Ministre du Travail, de l'Emploi et de la Sécurité sociale du 2 janvier 2020 au 29 juillet 2020.

#### Autres fonctions
- Président du Conseil national consultatif des coopératives sociales.
- Membre du conseil d'administration du Groupe Saidal.
- Ancien président du conseil d'administration de l'Office national d'Appareillages et Accessoires pour Personnes Handicapées (ONAAPH).
- Membre du conseil d'administration au niveau du bureau national pour les membres handicapés prothétiques et leurs accessoires.
- Membre du Conseil d'Administration, au niveau de l’École Supérieure de Sécurité Sociale.
- Président du comité directeur de l'Institut de médecine du travail (PRESTIMED).
- Expert au niveau du Conseil National Économique et Social (CNES).

#### Postes non gouvernementales
- Membre fondateur du Syndicat national des praticiens de la santé publique, 1991.
- Membre fondateur du Comité du Conseil Culturel de la Wilaya de Constantine 1995.
- Membre du Bureau National de l'Association Algérienne de Planification Familiale 1996-1998.
- Président du Conseil Régional de l'Association Algérienne de Planification Familiale 1994-1998.